# 요크 유니버시티역
요크 유니버시티역(영어: York University Station)은 캐나다 온타리오주 토론토에 위치한 1호선 영-유니버시티의 정차역이다.
요크 대학교 킬 캠퍼스가 있는 이언 맥도널드 블루버드 / 요크 블루버드에 위치해있다. 2017년 12월 17일에 개통한 이 역은 5만 2300여명의 학생과 7천여 명이 넘는 교직원들이 이용이 가능한 관계로 1호선에서 시내 연선 구간을 제외하고 승객이 가장 많은 역 중 하나이기도 하다. 또한 이 역이 개통함과 동시에 기존에 요크 대학교에 마련되어 있던 버스 터미널은 스틸즈 애비뉴에 위치한 파이어니어빌리지역으로 이전하게 되었다.

## 역사
요크 대학교의 대중교통의 역사는 대학교의 역사와 함께 20세기 중반으로 거슬러 올라간다. 요크 대학교가 있었던 자리는 20세기 초반에만 해도 농지였으나, 1946년에 대공황과 제2차 세계 대전이 끝난 직후 토론토와 인근 지역은 전쟁이 끝나고 돌아온 군인들은 전문 대학과 4년제 대학을 다니기 시작하였고 베이비붐 세대의 특성상 그 수요는 더욱 늘어날 수밖에 없었다. 또한 냉전 초기에 한창 진행되었던 우주 경쟁은 정부가 고등교육, 특히 과학기술 분야에 적극 투자하는 계기가 되었다.
토론토 대학교는 이미 정원이 찼고 시내의 세인트조지 캠퍼스를 더욱 늘릴 수도 없는 가운데 온타리오 주 정부는 토론토 북쪽에 새로운 대학교를 설립하는 방안을 추진하였다. 이에 따라 요크 대학교 설립에 관한 법 (The York University Act) 이 1959년 3월 26일에 정식 발효되었고 건물이 없는 가운데 첫 수업은 토론토 대학교의 팔코너 홀에서 열렸다. 글렌든 대학은 1961년 가을에 처음에는 토론토 대학교의 일부로, 1965년에는 요크 대학교로 그 문을 열게 되었다. 그와 동시에, 핀치, 킬, 스틸즈, 블랙크리크로 이루어진 지역에 요크 대학교의 본 캠퍼스가 1965년 9월에 문을 열게 되었다. 학생 수는 기하급수적으로 증가해 1969-70년에는 요크 대학교에 7,700여 명이 넘는 학부생들을 포함한 총 21,500명이 대학의 문을 두드리게 되었다.
요크 대학교는 토론토 외곽에 위치해있는 관계로 차가 주 교통 수단이 되었으나, 학생 수가 늘어나면서 상황은 달라지게 되었다. 1964년 11월 2일, 제인 스트리트를 운행하던 83번 트레튜이 버스가 이 지역을 처음 운행하게 되었고 이후 41번 킬 버스 (1965년 2월), 36번 핀치 버스 (1965년 11월) 가 운행을 시작하였다. 1965년 9월에 첫 수업이 시작한 직후, 41번 킬 버스는 러시 아워에 한해 캠퍼스로 연장되었다. 낮 시간대 버스 운행은 1968년 9월에야 운행이 시작되었다.
학생 수는 계속 늘어나게 되었고 1973년 7월 23일, 41번 킬 버스의 북부 종점은 요크 대학교 캠퍼스로 변경되었고 대학교로 다니는 버스 노선이 매일 운행하였다. 1978년 1월 28일, 스파다이나 선이 세인트조지역에서 윌슨 애비뉴까지 연장되면서 106번 요크 유니버시티 버스가 윌슨역에서 요크 대학교간 운행을 시작하였다.
TTC가 106번 버스를 운행하기 시작하면서 요크 대학교 인근 지역에는 개발 열풍이 불기 시작하였다. 1984년, TTC는 요크 대학교까지 운행하는 급행 버스를 운행하기 시작하였고 1985년의 토론토 광역권의 '네트워크 2011' 계획안에 따르면 스파다이나 지하철을 다운즈뷰역으로 연장하는 방안을 추진하였다. 한편, 주정부가 이 계획안에 대해 영 선과 스파다이나 선을 핀치 / 더퍼린에서 엮는 방안을 추진하자 요크 대학교가 이의를 제기하였다. 본 시 당국과 대학교 측은 온타리오 주 자유당 정부를 설득하였고, 이후 신민주당 정부가 들어서면서 스파다이나 선은 요크 대학교를 지나 북서쪽으로 쭉 지나가게 되었다.
요크 대학교는 1990년대에 토론토 북부 지역의 교통 허브로 자리잡게 되었다. TTC는 요크 대학교 급행을 별도의 노선으로 지정해 196번 요크 유니버시티 로켓이 탄생하게 되었다. 본 교통국 버스는 이미 캠퍼스로 가는 버스를 운행하고 있었고 2000년에는 GO 트랜싯이 407번 고속도로를 따라 버스 노선을 운행하기 시작하여 요크 대학교에서 오샤와, 피커링, 마컴, 리치먼드힐, 미시소거, 오크빌, 해밀턴 등지로 광역 버스를 운행하기 시작하였다. 한편, 토론토 교통국은 2009년 11월 20일에 다운즈뷰역 (오늘날의 셰퍼드 웨스트역)에서 대학 캠퍼스를 잇는 전용 버스 도로를 개통하여 TTC와 YRT 버스 등이 이용하게 되었다.
2002년에 셰퍼드 선이 개통한 이후 토론토 광역권 곳곳에 지하철을 개통하려고 하는 움직임이 보이기 시작하였다. 요크 지역의 본은 스파다이나 지하철 연장을 요크 대학교에서 대중교통을 이용하는 학생들을 노려 407번 고속도로까지 운행하는 방안을 적극 추진하였다. 2006-7년, 자유당의 돌턴 맥귄티 정부는 지하철 연장에 주 정부 지원을 약속하였고 2009년 11월 27일부터 본격적으로 공사가 시작되었다. 한편 터널을 뚫는 공사는 2011년 6월에서야 시작되었다. 공사는 2015년 봄에 팬아메리칸 게임에 맞춰서 개통할 예정이였지만 2016년 가을로 미루어졌으며, 2017년 9월 5일에 그 해 12월 17일 개통을 확정지었다.
공사 마지막 단계는 2011년 5월에 시작되었으며, 2011년 10월 11일에는 굴착 공사 현장이 무너지면서 인부 한 명이 숨지고 다섯 명이 부상을 당했다.

## 역 구조
요크 유니버시티 역의 출입구는 해리 W. 아더스 커먼에 있으며, 이언 맥도널드 블루버드 서쪽에 커먼 (the Common) 남쪽과 북쪽으로 출입구가 뻗쳐있다. 대합실은 커먼에서 자연채광을 통해 햇빛이 들어오도록 채광정이 설치되어있고 지붕 구조는 남쪽과 북쪽 출입구와 채광정을 이어준다. 출입구 시설을 동쪽으로 바라보면 콩코스로 햇빛이 들어오는 구조이다.
요크 유니버시티 역은 또한 녹색 지붕을 설치하였으며 자연 채광을 통해 전기 사용을 줄이고 간판에 LED 조명을 입혀 에너지 효율을 높이고 물을 아낄 수 있는 배관 설비와 HVAC (공기조화설비) 시스템을 갖추었다. 이 역에는 26대의 단기 자전거 주차 공간이 마련되어 있으며 조경에는 가뭄에 견딜 수 있는 토종 식물을 심었다. 비상구 건물과 자전거 주차 건물은 녹색 지붕으로 꾸며져 있으며 불투명한 유리 패널에 씌여있다.

## 버스 연결편
이 역에서는 직접적으로 갈아탈 수 있는 TTC 버스가 존재하지 않는다. YRT랑 브램튼 교통국의 경우에는 계속해서 현재 운영중에 있는 요크 대학교 정류장을 사용할 예정이다. 따라서 아래 목록은 요크 지역 교통국의 터미널에서 갈아탈 수 있는 노선들의 정보이다. 그러나 2018년 9월 2일 부터, 요크 지역 교통국의 버스 노선이 운행을 모두 중단해 41번과 브램튼 줌 501A/C번만 연결된다.

### 토론토 교통국 (TTC)
요크 대학교에 정차하던 버스는 캠퍼스 내 버스 교통량을 줄이기 위해 파이어니어빌리지와 핀치 웨스트역으로 이전되었고 이 역 바로 앞에서 갈아탈 수 있는 버스는 없다. 도로상에 정차하는 버스로 갈아타기 위해서는 환승 표나 프레스토 카드가 필요하다.
|  |  |  |

|  |  |  |

|  |  |  |

|  |  |  |

|  |  |  |

|  |  |  |

|  |  |  |  |  |

|  |  |  |

|  |

| 브로드오크스 |
| 르파주       |

|  |

|  |

|  |

|  |

|  |

|  |

|  |

|  |

|  |

|  |

| 걸리버 |
| 인그램 |

|  |  |  |  |  |

|  |  |  |

|  |  |  |  |  |

|  |  |  |

|  |  |  |

|  |  |  |  |  |

|  |  |  |

|  |  |  |  |  |

|  |  |  |

|  |

|  |  |  |

|  |  |  |

|  |

|  |

|  |  |  |

|  |  |  |

|  |  |  |

|  |  |  |

|  |  |  |

|  |  |  |

|  |  |  |

|  |  |  |  |  |

|  |  |  |

|  |

| 브로드오크스 |
| 르파주       |

|  |

|  |

|  |

|  |

|  |

|  |

|  |

|  |

|  |

|  |

| 걸리버 |
| 인그램 |

|  |  |  |  |  |

|  |  |  |

|  |  |  |  |  |

|  |  |  |

|  |  |  |

|  |  |  |  |  |

|  |  |  |

|  |  |  |  |  |

|  |  |  |

|  |

|  |  |  |

|  |  |  |

|  |

|  |

|  |  |  |

|  |  |  |

|  |  |  |

|  |  |  |

|  |  |  |

|  |  |  |

|  |  |  |

|  |  |  |  |  |

|  |  |  |

|  |

| 브로드오크스 |
| 르파주       |

|  |

|  |

|  |

|  |

|  |

|  |

|  |

|  |

|  |

|  |

| 걸리버 |
| 인그램 |

|  |  |  |  |  |

|  |  |  |

|  |  |  |  |  |

|  |  |  |

|  |  |  |

|  |  |  |  |  |

|  |  |  |

|  |  |  |  |  |

|  |  |  |

|  |

|  |  |  |

|  |  |  |

|  |

|  |

|  |  |  |

|  |  |  |

|  |  |  |

|  |  |  |

|  |  |  |

|  |  |  |

|  |  |  |

|  |  |  |  |  |

|  |  |  |

|  |

| 브로드오크스 |
| 르파주       |

|  |

|  |

|  |

|  |

|  |

|  |

|  |

|  |

|  |

|  |

| 걸리버 |
| 인그램 |

|  |  |  |  |  |

|  |  |  |

|  |  |  |  |  |

|  |  |  |

|  |  |  |

|  |  |  |  |  |

|  |  |  |

|  |  |  |  |  |

|  |  |  |

|  |

|  |  |  |

|  |  |  |

|  |

|  |

|  |  |  |

|  |  |  |  |  |

|  |  |  |  |  |  |  |

|  |  |  |  |  |  |  |

|  |  |  |  |  |  |  |

|  |  |  |  |  |  |  |

|  |  |  |  |  |  |  |

|  |  |  |  |  |  |  |

|  |  |  |  |  |

|  |

|  |  |  |

|  |

|  |

|  |

|  |

|  |

|  |  |  |

|  |

|  |

|  |  |  |

|  |

|  |  |  |

|  |  |  |  |  |

|  |  |  |  |  |  |  |

|  |  |  |  |  |  |  |

|  |  |  |  |  |  |  |

|  |  |  |  |  |  |  |

|  |  |  |  |  |  |  |

|  |  |  |  |  |  |  |

|  |  |  |  |  |

|  |

|  |  |  |

|  |

|  |

|  |

|  |

|  |

|  |  |  |

|  |

|  |

|  |  |  |

|  |

|  |  |  |

|  |  |  |  |  |

|  |  |  |  |  |  |  |

|  |  |  |  |  |  |  |

|  |  |  |  |  |  |  |

|  |  |  |  |  |  |  |

|  |  |  |  |  |  |  |

|  |  |  |  |  |  |  |

|  |  |  |  |  |

|  |

|  |  |  |

|  |

|  |

|  |

|  |

|  |

|  |  |  |

|  |

|  |

|  |  |  |

|  |

|  |  |  |

|  |  |  |  |  |

|  |  |  |  |  |  |  |

|  |  |  |  |  |  |  |

|  |  |  |  |  |  |  |

|  |  |  |  |  |  |  |

|  |  |  |  |  |  |  |

|  |  |  |  |  |  |  |

|  |  |  |  |  |

|  |

|  |  |  |

|  |

|  |

|  |

|  |

|  |

|  |  |  |

|  |

|  |

|  |  |  |

|  |

|  |  |  |

|  |

|  |  |  |

|  |  |  |

|  |  |  |

|  |  |  |

|  |  |  |

|  |  |  |

|  |  |  |

|  |  |  |  |  |

|  |  |  |

|  |

|  |

|  |

|  |

|  |  |  |  |  |

|  |  |  |

|  |  |  |  |  |

|  |  |  |

|  |  |  |  |  |

|  |  |  |

|  |

|  |  |  |

|  |

|  |  |  |

|  |

|  |  |  |

|  |  |  |

|  |  |  |

|  |  |  |

|  |  |  |

|  |  |  |

|  |  |  |

|  |  |  |  |  |

|  |  |  |

|  |

|  |

|  |

|  |

|  |  |  |  |  |

|  |  |  |

|  |  |  |  |  |

|  |  |  |

|  |  |  |  |  |

|  |  |  |

|  |

|  |  |  |

|  |

|  |  |  |

|  |

|  |  |  |

|  |  |  |

|  |  |  |

|  |  |  |

|  |  |  |

|  |  |  |

|  |  |  |

|  |  |  |  |  |

|  |  |  |

|  |

|  |

|  |

|  |

|  |  |  |  |  |

|  |  |  |

|  |  |  |  |  |

|  |  |  |

|  |  |  |  |  |

|  |  |  |

|  |

|  |  |  |

|  |

|  |  |  |

|  |

|  |  |  |

|  |  |  |

|  |  |  |

|  |  |  |

|  |  |  |

|  |  |  |

|  |  |  |

|  |  |  |  |  |

|  |  |  |

|  |

|  |

|  |

|  |

|  |  |  |  |  |

|  |  |  |

|  |  |  |  |  |

|  |  |  |

|  |  |  |  |  |

|  |  |  |

|  |

|  |  |  |

|  |

|  |  |  |

|  |  |  |  |  |

|  |  |  |  |  |

|  |  |  |  |  |

|  |  |  |  |  |

|  |  |  |  |  |  |  |

|  |  |  |  |  |

|  |  |  |  |  |

|  |  |  |

|  |  |  |

|  |  |  |

|  |  |  |  |  |

|  |  |  |

|  |  |  |

|  |  |  |

|  |  |  |

|  |  |  |  |  |

|  |  |  |

|  |  |  |  |  |

|  |  |  |

|  |  |  |  |  |

|  |  |  |  |  |

|  |  |  |  |  |

|  |  |  |

|  |  |  |

|  |  |  |

|  |  |  |

|  |  |  |

|  |  |  |  |  |

|  |  |  |  |  |

|  |  |  |  |  |

|  |  |  |  |  |

|  |  |  |  |  |  |  |

|  |  |  |  |  |

|  |  |  |  |  |

|  |  |  |

|  |  |  |

|  |  |  |

|  |  |  |  |  |

|  |  |  |

|  |  |  |

|  |  |  |

|  |  |  |

|  |  |  |  |  |

|  |  |  |

|  |  |  |  |  |

|  |  |  |

|  |  |  |  |  |

|  |  |  |  |  |

|  |  |  |  |  |

|  |  |  |

|  |  |  |

|  |  |  |

|  |  |  |

|  |  |  |

|  |  |  |  |  |

|  |  |  |  |  |

|  |  |  |  |  |

|  |  |  |  |  |

|  |  |  |  |  |  |  |

|  |  |  |  |  |

|  |  |  |  |  |

|  |  |  |

|  |  |  |

|  |  |  |

|  |  |  |  |  |

|  |  |  |

|  |  |  |

|  |  |  |

|  |  |  |

|  |  |  |  |  |

|  |  |  |

|  |  |  |  |  |

|  |  |  |

|  |  |  |  |  |

|  |  |  |  |  |

|  |  |  |  |  |

|  |  |  |

|  |  |  |

|  |  |  |

|  |  |  |

|  |  |  |

|  |  |  |  |  |

|  |  |  |  |  |

|  |  |  |  |  |

|  |  |  |  |  |

|  |  |  |  |  |  |  |

|  |  |  |  |  |

|  |  |  |  |  |

|  |  |  |

|  |  |  |

|  |  |  |

|  |  |  |  |  |

|  |  |  |

|  |  |  |

|  |  |  |

|  |  |  |

|  |  |  |  |  |

|  |  |  |

|  |  |  |  |  |

|  |  |  |

|  |  |  |  |  |

|  |  |  |  |  |

|  |  |  |  |  |

|  |  |  |

|  |  |  |

|  |  |  |

|  |  |  |

|  |  |  |

### 브램튼 교통국
- 브램튼 Züm 501A/501C번 (운행 중단)

## 공공 미술
요크 유니버시티역의 공공 미술은 영국의 예술가인 제이슨 브루그가 맡게 되었는데 브루그는 건설된 환경에 움직이는 사람과 차량의 역동성에 중점을 두어 "피스톤 효과" (Piston Effect) 라는 미술 작품을 설치하였다. 이 작품은 콩코스 동편에 설치될 일련의 유리 패널로 이루어져 있으며 이 패널 뒤에는 흑백 색조를 달리할 수 있는 LCD 조명판이 설치되어 있다. 색조를 달리하면서 이 작품은 이미지를 보여줄 수 있는 거대한 전광판을 이루게 된다.
이 작품에 대한 건축가의 비전은 콩코스와 승강장까지 햇빛으로 그 빛을 발하는 신선하고 분명한 선으로, 그의 비전을 이루기 위해서는 건축, 구조, 기계, 전기 및 배관은 물론 성능 요구 사항이 모두 통합되어야 하고 건축과 엔지니어링 디자인의 긴밀한 협력으로 아름답고 실용적이며 비용을 감축할 수 있는 역으로 거듭나는 것에 그 목표를 두고 있다.

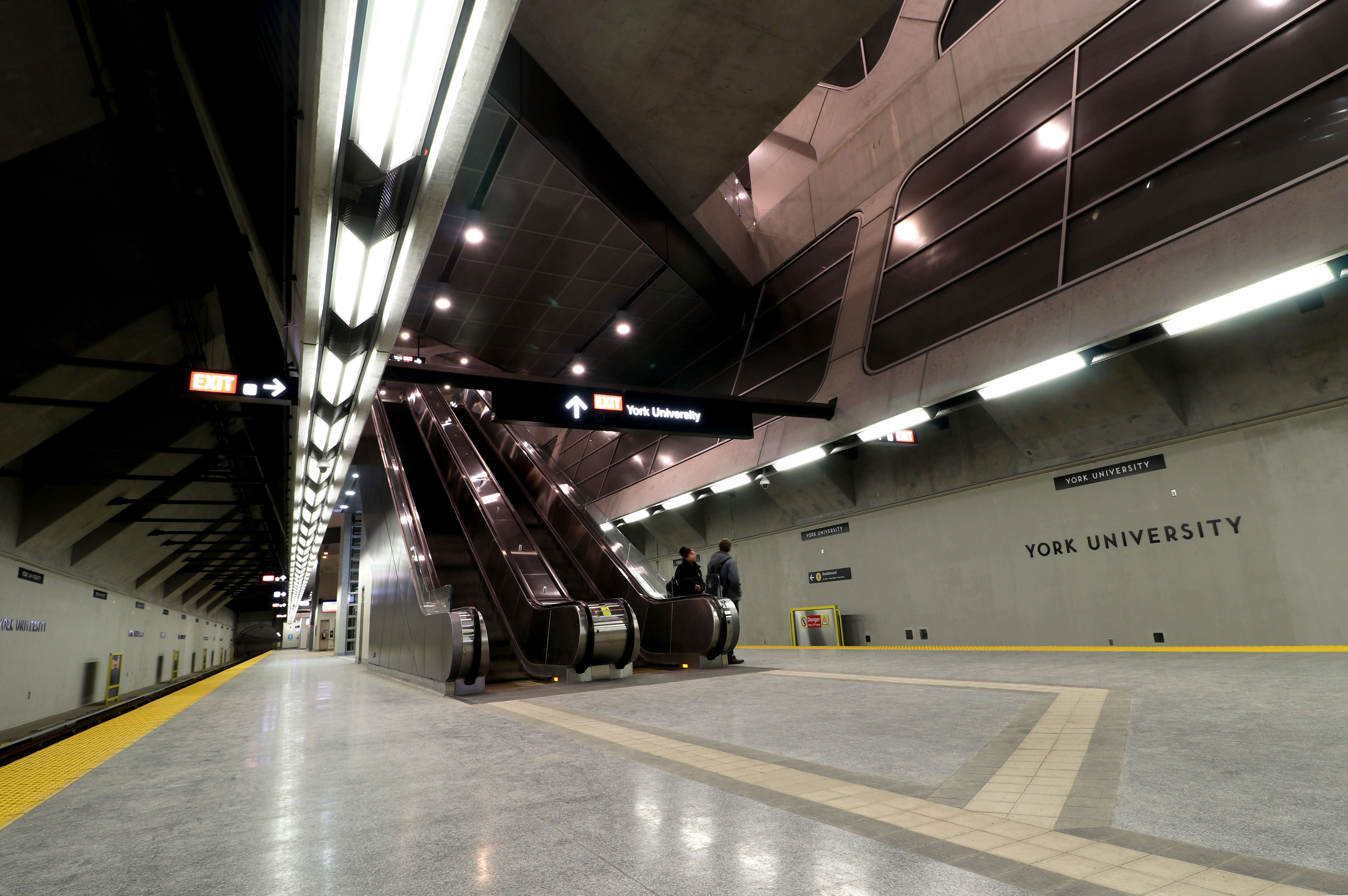
승강장의 모습
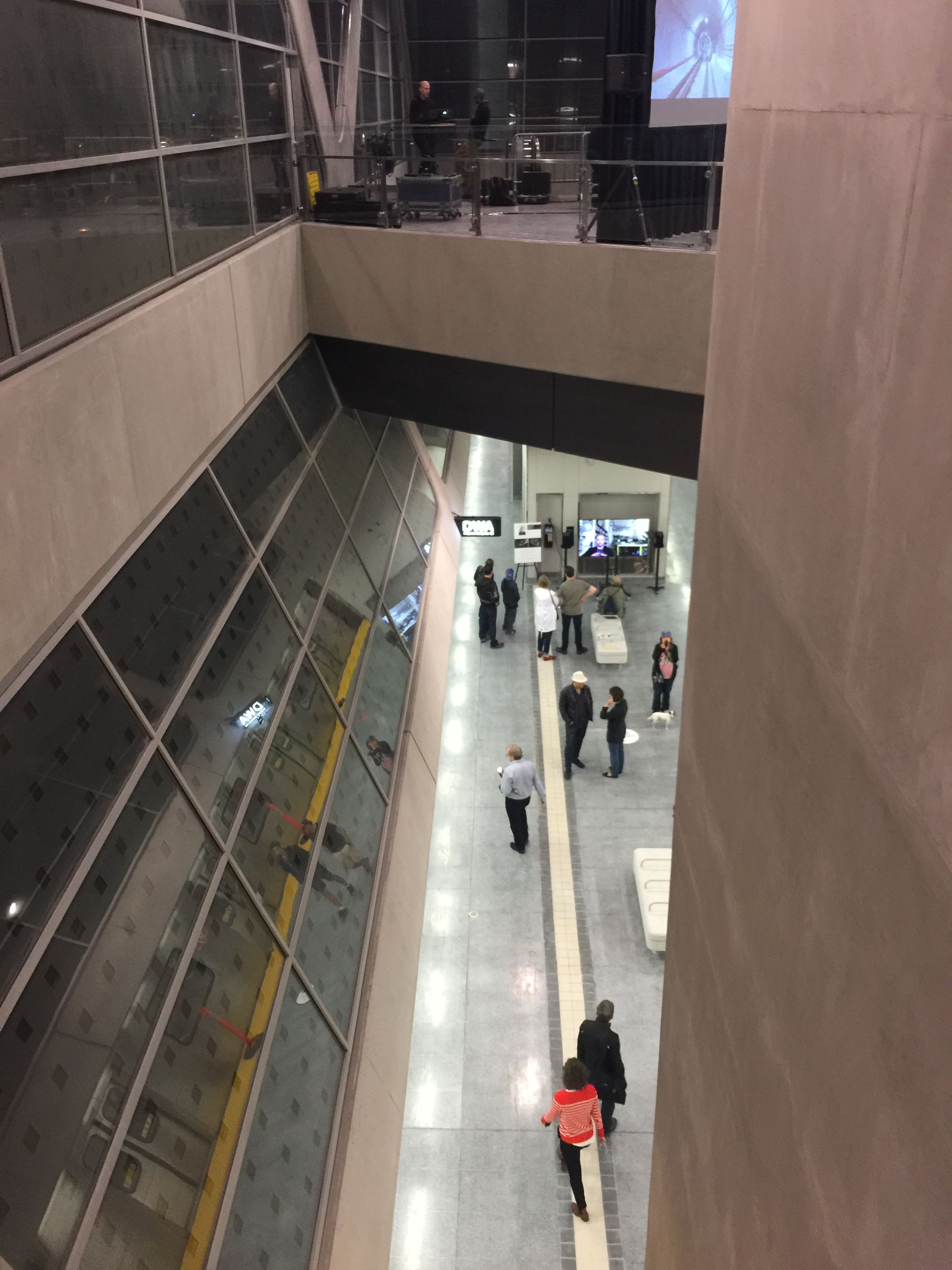
지상에서 바라본 콩코스와 승강장. 유리 벽을 통해 햇빛이 지하 끝까지 들어올 수 있는 구조이다.
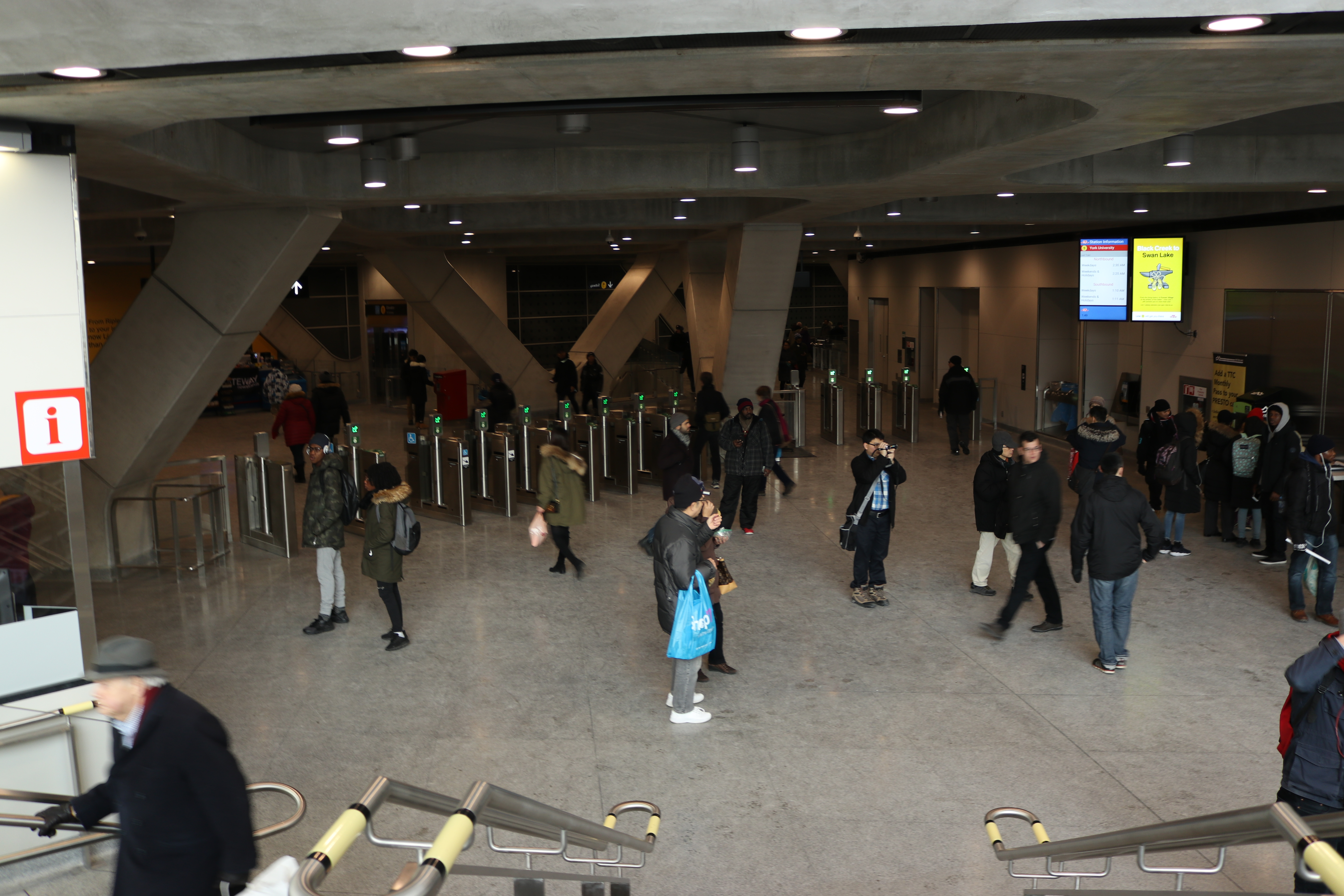
개찰구
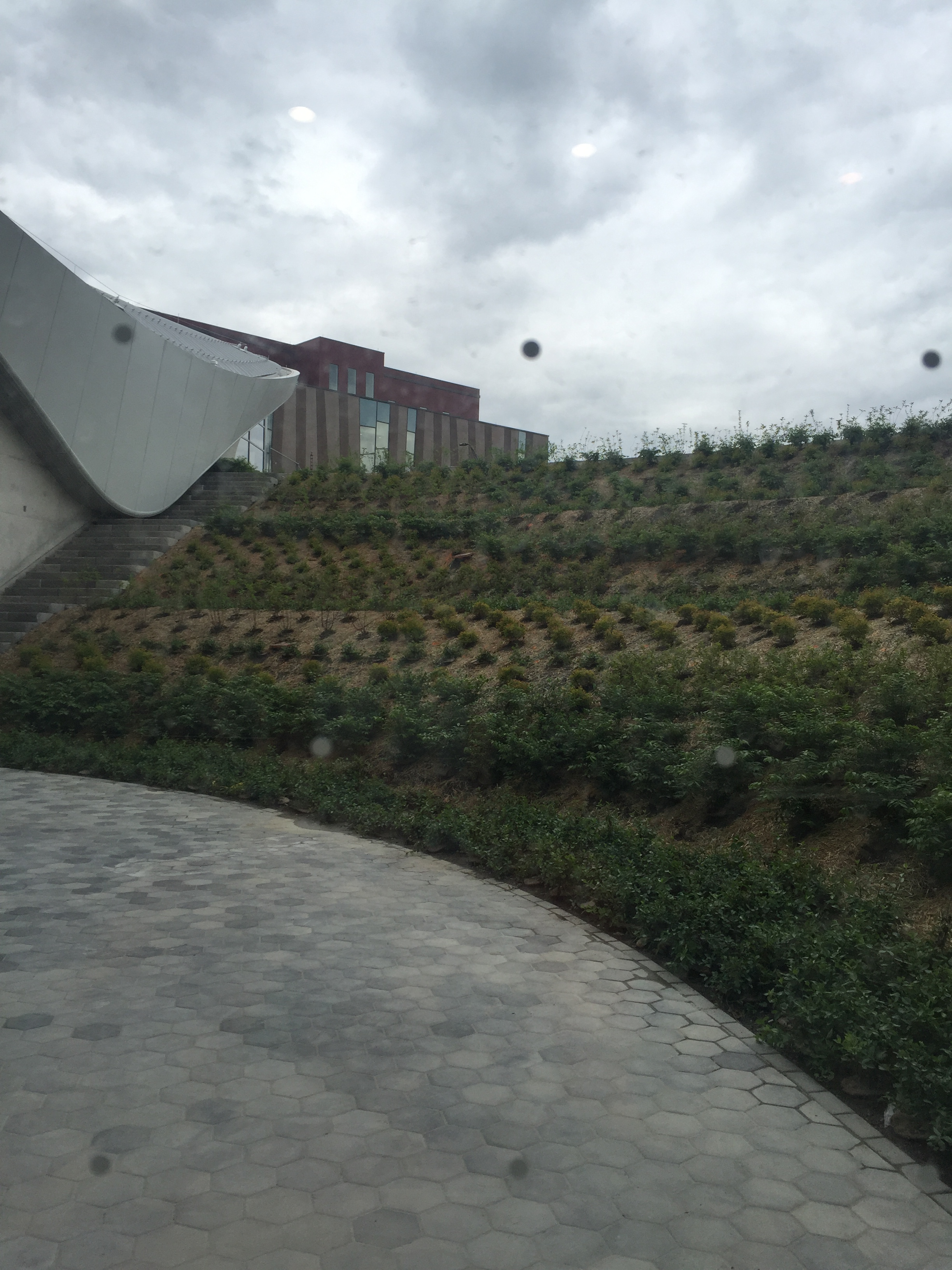
출입구에 심어져 있는 조경. 홍수를 막기 위해 경사로 토양에 식물을 다수 심어 물을 흡수할 수 있는 구조이다.

## 인접한 역
| 1호선 영-유니버시티                        | 1호선 영-유니버시티 | 1호선 영-유니버시티   |
| ------------------------------------------ | ------------------- | --------------------- |
| 파이어니어빌리지 본 메트로폴리탄 센터 방면 | 1호선 영-유니버시티 | 핀치 웨스트 핀치 방면 |

## 같이 보기
- 요크 대학교
- 스파다이나 선 연장